# Nitrosourée

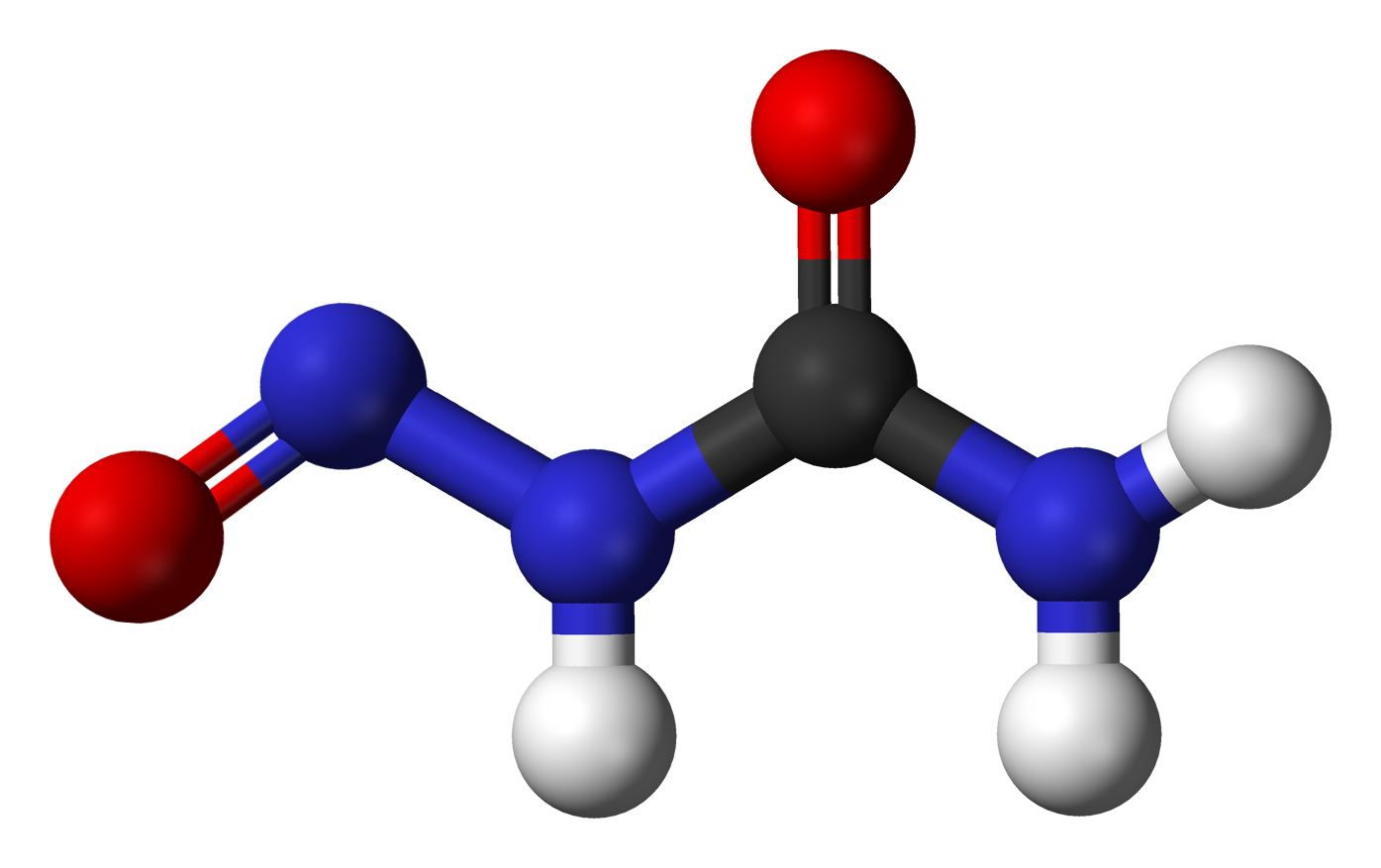
Modèle 3D de la molécule de nitrosourée, qui comporte un groupe fonctionnel nitroso (à gauche).

Le terme nitrosourée (ou nitroso-urée) désigne à la fois un composé chimique particulier et un ensemble de composés organiques :
- la nitrosourée est le composé CO(NH2)2NO ;
- les nitrosourées sont les composés nitroso (RNO) dans lesquels le radical R comporte une fonction urée.

Ces agents alkylants dérivent du N-méthyl-N-nitrosourée. Ils sont extrêmement liposolubles ; cette propriété responsable de leur passage à travers la barrière méningée est utilisée dans le cadre du traitement des tumeurs cérébrales.
Principaux composés :
- arabinopyranosyl-N-méthyl-N-nitrosourée (en) (aranose) ;
- carmustine (BCNU, BiCNU) ;
- chlorozotocine (en) ;
- éthylnitrosourée (en) (ENU) ;
- fotémustine ;
- lomustine (CCNU) ;
- nimustine (en) ;
- N-nitroso-N-méthylurée (NMU) ;
- ranimustine (en) (MCNU) ;
- sémustine ;
- streptozocine (en) (streptozotocine).